# Grand Prix Formule 1 van Frankrijk 1973
De Grand Prix Formule 1 van Frankrijk 1973 werd gehouden op 1 juli 1973 op Paul Ricard.

## Uitslag
| Positie | Nummer | Rijder                | Team              | Ronden | Tijd/Opgave    | Startplaats | Punten |
| ------- | ------ | --------------------- | ----------------- | ------ | -------------- | ----------- | ------ |
| 1       | 2      | Ronnie Peterson       | Lotus-Ford        | 54     | 1:41:37.4      | 5           | 9      |
| 2       | 6      | François Cevert       | Tyrrell-Ford      | 54     | 40.92          | 4           | 6      |
| 3       | 10     | Carlos Reutemann      | Brabham-Ford      | 54     | 46.48          | 8           | 4      |
| 4       | 5      | Jackie Stewart        | Tyrrell-Ford      | 54     | 46.93          | 1           | 3      |
| 5       | 3      | Jacky Ickx            | Ferrari           | 54     | 48.9           | 12          | 2      |
| 6       | 27     | James Hunt            | March-Ford        | 54     | + 1:22.54      | 14          | 1      |
| 7       | 4      | Arturo Merzario       | Ferrari           | 54     | + 1:29.19      | 10          |        |
| 8       | 7      | Denny Hulme           | McLaren-Ford      | 54     | + 1:29.53      | 6           |        |
| 9       | 21     | Niki Lauda            | BRM               | 54     | + 1:45.76      | 17          |        |
| 10      | 12     | Graham Hill           | Shadow-Ford       | 53     | + 1 Ronde      | 16          |        |
| 11      | 20     | Jean-Pierre Beltoise  | BRM               | 53     | + 1 Ronde      | 15          |        |
| 12      | 19     | Clay Regazzoni        | BRM               | 53     | + 1 Ronde      | 9           |        |
| 13      | 24     | Carlos Pace           | Surtees-Ford      | 51     | + 3 Ronden     | 18          |        |
| 14      | 25     | Howden Ganley         | Iso Marlboro-Ford | 51     | + 3 Ronden     | 24          |        |
| 15      | 29     | Rikky von Opel        | Ensign-Ford       | 51     | + 3 Ronden     | 25          |        |
| 16      | 11     | Wilson Fittipaldi Jr. | Brabham-Ford      | 50     | + 4 Ronden     | 19          |        |
| NF      | 8      | Jody Scheckter        | McLaren-Ford      | 43     | Ongeluk        | 2           |        |
| NF      | 1      | Emerson Fittipaldi    | Lotus-Ford        | 41     | Ongeluk        | 3           |        |
| NF      | 23     | Mike Hailwood         | Surtees-Ford      | 29     | Olielek        | 11          |        |
| NF      | 9      | Andrea de Adamich     | Brabham-Ford      | 28     | Aandrijving    | 13          |        |
| NF      | 15     | Reine Wisell          | March-Ford        | 20     | Oververhitting | 22          |        |
| NF      | 16     | George Follmer        | Shadow-Ford       | 16     | Benzinesysteem | 20          |        |
| NF      | 26     | Henri Pescarolo       | Iso Marlboro-Ford | 16     | Oververhitting | 23          |        |
| NF      | 14     | Jean-Pierre Jarier    | March-Ford        | 7      | Aandrijving    | 7           |        |
| NF      | 17     | Jackie Oliver         | Shadow-Ford       | 0      | Koppeling      | 21          |        |

## Statistieken
| Pole-position | Jackie Stewart | Tyrrell-Ford | 1:48.37 |
| Snelste ronde | Denny Hulme    | McLaren-Ford | 1:50.99 |

## Noot
- Dit was het debuut van de Duitse coureur Ricky von Opel. Von Opel was de eerste (en vooralsnog enige) coureur die onder de Liechtensteinse vlag reed.
- Eerste podiumplaats voor Carlos Reutemann.
- Eerste Grand Prix-winst voor Ronnie Peterson.

1906 · 1907 · 1908 · 1912 · 1913 · 1914 · 1921 · 1922 · 1923 · 1924 · 1925 · 1926 · 1927 · 1928 · 1929 · 1930 · 1931 · 1932 · 1933 · 1934 · 1935 · 1936 · 1937 · 1938 · 1939 · 1947 · 1948 · 1949 · 1950 · 1951 · 1952 · 1953 · 1954 · 1956 · 1957 · 1958 · 1959 · 1960 · 1961 · 1962 · 1963 · 1964 · 1965 · 1966 · 1967 · 1968 · 1969 · 1970 · 1971 · 1972 · 1973 · 1974 · 1975 · 1976 · 1977 · 1978 · 1979 · 1980 · 1981 · 1982 · 1983 · 1984 · 1985 · 1986 · 1987 · 1988 · 1989 · 1990 · 1991 · 1992 · 1993 · 1994 · 1995 · 1996 · 1997 · 1998 · 1999 · 2000 · 2001 · 2002 · 2003 · 2004 · 2005 · 2006 · 2007 · 2008 · 2018 · 2019 · 2021 · 2022